# 卡布拉巴萨水库
卡布拉巴萨水库（葡萄牙語：Barragem de Cahora Bassa）是莫桑比克境内的一座水库，是非洲第四大人工湖。位于莫桑比克西北部太特省境内。是1974年在赞比西河上建成高168米、长330米的大坝后形成。具有发电、灌溉和航运之利。